# Anahimhotspot
De Anahimhotspot is een vulkanische hotspot in Centraal-Brits-Columbia, Canada. Hij is gelegen onder het Interior Plateau: een groot gebied dat begrensd wordt door de Cariboo Mountains en de Monashee Mountains in het oosten en de Hazelton Mountains, Coast Mountains en Cascade Range in het westen.

## Geologische geschiedenis
Sinds 12-13 miljoen jaar geleden (het Mioceen) heeft de Anahimhotspot een vulkanisch complex gecreëerd. Doordat deze hotspot vermoedelijk gedurende die tijd op dezelfde plek is gebleven, heeft hij door telkens nieuwe vulkanen te vormen de beweging vastgelegd van de Noord-Amerikaanse plaat, die gedurende die tijd met een snelheid van 2 tot 3,3 centimeter per jaar in westwaartse richting over deze hotspot heen is geschoven. Zo heeft zich een keten van vulkanen gevormd: de Anahim-vulkaanketen. Deze loopt van de kust tot aan het Interior Plateau bij Quesnel. Al deze vulkanen hebben ooit boven de hotspot gelegen, maar door het verschuiven van de Noord-Amerikaanse plaat werden ze gescheiden van hun magma-bron en doofden uit. Hoe verder naar het westen, des te ouder de vulkanen.
De lava die in dit gebied omhoog is gekomen, is in de regel zeer basisch (peralkalien) en bevat weinig silicium. Dit soort lava is erg vloeibaar en stroomt bij een uitbarsting dus ver weg. Daardoor vormt het geen steile vulkaankegels maar grote plateaus met flauwe hellingen: schildvulkanen.

### Uitbarstingsperioden

De verplaatsing van de Anahimhotspot over de afgelopen 13 miljoen jaar.

Er worden in dit gebied vier uitbarstingsperioden onderscheiden waarbij - zoals boven beschreven is - de gevolgen van de oudste periode het meest westelijk te vinden zijn, en de plaats die momenteel boven de hotspot ligt, het meest oostelijk gelegen is.
- Rainbowperiode: Gedurende deze periode van 2 miljoen jaar tijdens het late Mioceen werd de Rainbow Range (Chilcotin Plateau) opgebouwd. Het is de oudste en grootste van de drie grote schildvulkanen in deze keten. De Rainbowvulkaan is 6,7 miljoen jaar geleden uitgedoofd.
- Ilgachuzperiode: Gedurende deze periode van 2 miljoen jaar bouwde uitvloeiing van zeer vloeibare lavastromen de flauwe helling op van de vroeg-Pliocene Ilgachuz-schildvulkaan. De Ilgachuz is ontstaan in twee verschillende episoden waarin het magma chemisch in samenstelling verschilde. De eerste periode bestond uit trachiet- en ryolietuitbarstingen en in de tweede episode bestonden de uitbarstingen meer uit basalten lavastromen. Deze vulkaan spuwde tot 4 miljoen jaar geleden vulkanische as, puimsteen, ryoliet, trachiet en basaltlava uit.
- Itchaperiode: Gedurende deze periode van 3 miljoen jaar hebben uitwerping van onverzadigd trachiete stromen geleidelijk de Itcha met een diameter van 15 km opgebouwd, waarbij lavastromen een gebied van 330 km² bedekten. Dit gebeurde tijdens het late Plioceen tot Pleistoceen. Het is de oostelijkste en jongste van de drie grote felsische schildvulkanen in dit gebied. Deze vulkaan doofde ongeveer 80.000 jaar geleden uit.

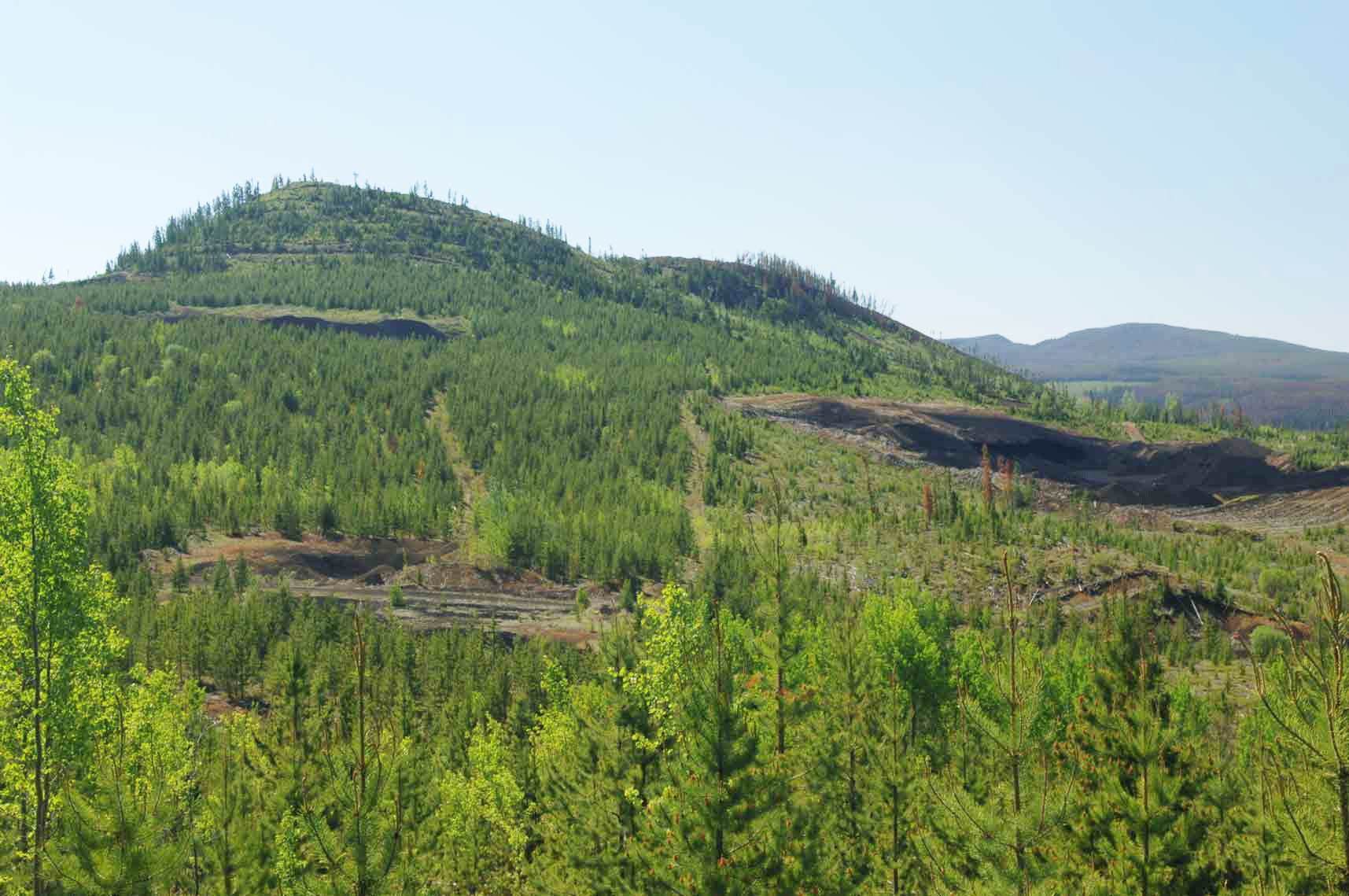
De 'Nazko cone': de jongste telg uit de Anahim-reeks.

- Nazko Cone periode: De meest recente uiting van de Anahimhotspot is de Nazko vulkaankegel die zo’n 340.000 jaar geleden is gevormd en zich recht boven de Anahimhotspot bevindt op 52°54'0"N en 123°44'0"W. De meest recente activiteit was ongeveer 7.200 jaar geleden. Dit is in geologische termen zeer recent, wat inhoudt dat de vulkaan nog steeds actief kan zijn. Die laatste uitbarsting begon met het uitstoten van dunne lava, wat resulteerde in diverse lagen basalt. De rustige uitbarstingen werden gevolgd door een periode van explosieve uitbarstingen waarbij drie sintelkegels werden gevormd die later door twee lavastromen vernietigd zijn. De laatste fase van de explosieve activiteit verspreidde tefra naar het noorden en het oosten van de kegels. De dikste afzettingen vlak bij de kegel zijn nog geen 3 meter; een paar km verderop is de laag nog maar een paar centimeter, wat impliceert dat de uitbarstingen bij Nazko Cone vrij klein waren. Desondanks heeft de laatste uitbarsting bosbranden veroorzaakt: er is houtskool in de tefralaag gevonden.

### Vorming van magmatische dikes
Nog westelijker (en dus ouder) dan de bovengenoemde vulkanen, is een complex dat zwaar geërodeerd is (het oudere gesteente is weggesleten en het hardere vulkanische materiaal blijft staan) en "zwermen" van zogenaamde "dikes" heeft gevormd. Dit is te zien bij Bella Bella (20 km lang) en bij de Gale Passage (6 km lang). Individuele dikes kunnen 20 meter dik zijn en bevatten basalt, trachiet en comendiet. De plaats waar de dikes samenkomen markeert de eerste plek waar de Anahimhotspot tevoorschijn kwam.

## Oorsprong
Over de oorsprong van de Anahimhotspot lopen de meningen nogal uiteen. Sommige geologen hebben hypotheses dat de Anahimhotspot verbonden is met een mantelpluim in de bovenste aardmantel, in tegenstelling tot de meer gebruikelijke diepe mantelpluim, vanwege het kleine formaat van de Bella Bella en de Gale Passage dike groepen. Anderen schrijven de hotspot toe aan spanningsbarsten in de lithosfeer boven de noordelijke rand van de subducerende Juan de Fuca- en Explorerplaat (een kleine plaat nabij Vancouvereiland, Canada) bij de Cascadia Subductiezone of het wordt gezien als randeffect van de naar onderen duikende platen in de mantel. Geen van de hypotheses is tot nu toe zonder kritiek. Een deel van de controverse heeft te maken met het relatief plotselinge ontstaan van deze hotspot.

## Petrologieengeochemie
Analyse van de chemische samenstelling van de lava geeft belangrijke aanwijzingen over de oorsprong en dynamiek van de magmapluim van de hotspot. Daar waar hotspots onder dikke continentale platen voor komen, raakt basaltmagma gevangen onder de lichtere continentale korst, die verhit wordt en smelt waardoor ryolieten gevormd worden. Deze ryolieten kunnen zeer heet worden en veroorzaken gewelddadige uitbarstingen, ondanks dat zij weinig water bevatten. Zulk ryolietmagma wordt in het westelijke deel van de Anahimvulkaanketen gevonden, in tegenstelling tot het meer basaltrijke materiaal in het (oostelijkere) Nazko Cone gebied. Dit suggereert dat, terwijl de Noord-Amerikaanse plaat naar het westen beweegt, de Anahimhotspot onder een dunnere aardkorst is komen liggen.
Basaltische lavastromen hebben een hoog (ijzer en magnesium)-gehalte (mafisch) en barsten uit bij relatief hoge temperaturen van tussen de 1000 en 1200 °C. Door die hoge temperatuur is de lava zeer vloeibaar (het heeft een lage viscositeit) waardoor de lava grote afstanden af kan leggen vanaf de magmabron (de vulkaan of de spleet). Deze extreem vloeibare lava's kunnen ondergronds in lavatunnels stromingssnelheden halen van wel 60 km/u. Als het over de oppervlakte stroomt is de snelheid een stuk lager: gemiddeld 1,6 km/u. Echter, deze stroomsnelheid verandert aanzienlijk binnen in de stroom, met snelheden die erg afhankelijk zijn van diepte en de mate van afkoeling (in wezen de afstand van de eruptiespleet).
Een paar vulkanische gebieden in de omgeving van de Bella Bella en Gale Passage dike groepen, zoals Helmet Peak en Kitasu Hill, die deel uitmaken van de Milbanke Sound Group, vertegenwoordigen het meest westelijke uiteinde van de Anahim vulkanenketen. Maar hun geologische leeftijden verschillen aanzienlijk, wat vragen oproept over de herkomst en de relatie met andere regionale vulkanische activiteit. Echter, van veel vulkanen in het centrum wordt aangenomen dat zij één gemeenschappelijke oorsprong hebben, wat suggereert dat een monogenetisch vulkanisch veld (zoals de Vulkaan-Eifel in Duitsland) verantwoordelijk is.

## Heden en toekomst
De vulkanische activiteit in het westelijke deel van de Anahimvulkaangordel lijkt te zijn uitgedoofd; als er eventueel nieuwe activiteit zal optreden is die te verwachten waar nu de hotspot ligt: in het Nazko Cone gebied of ten oosten daarvan. Toekomstige uitbarstingen van de Anahimhotspot zullen zeer waarschijnlijk sintelkegels van basalt creëren, maar uitbarstingen van minder mafische aard, die meer typerend zijn voor de oostelijke delen van deze vulkaangordel, kunnen niet worden uitgesloten.

## Seismologie
De Anahimhotspot is de enige waarneembare aardbevingszone die niet bij de kust van Brits-Columbia ligt, maar in de Canadese Cordillera, een bergketen. Een serie aardbevingen van minder dan 3,0 op de schaal van Richter begon op 9 oktober 2007 met het epicentrum in de regio van het Kinbasketmeer vlak bij de Nazko Cone, wat kan wijzen op het hervatten van intense ondergrondse vulkanische activiteit in het gebied. Alleen al op 10 oktober 2007 zijn vierendertig van zulke lichte aardbevingen met een magnitude < 3,0 waargenomen. Sindsdien zijn er meer dan 1000 lichte aardbevingen geregistreerd, maar geen van allen werd door mensen gevoeld. Het hypocentrum ligt vermoedelijk op ongeveer 25 km diepte. De oorzaak ligt waarschijnlijk in het opwellen van magma: het gebied ligt namelijk niet dicht bij een breuklijn van tektonische platen. Dit is een aanwijzing voor de mogelijk eerste vulkanische activiteit sinds 1830-1850 in deze regio. De seismische activiteit in het gebied wordt momenteel scherp in de gaten gehouden.
Doordat de regio relatief dunbevolkt en afgelegen is, zal een vulkaanuitbarsting in de regio niet tot grote hoeveelheden doden leiden, maar lokale bevolking (voornamelijk boeren en houthakkers) loopt wel gevaar. Het grootste risico voor de plaatselijke bevolking en fauna bestaat uit bosbranden, vulkanisch gas en askolommen. Er loopt een belangrijke luchtverkeersroute langs dit gebied. De as vermindert het zicht en kan de motoren verstoppen en andere systemen in de vliegtuigen beschadigen.